# Portland (Victoria)
Portland ist eine Stadt mit etwa 9.800 Einwohnern im australischen Bundesstaat Victoria. Portland befindet sich 360 Kilometer westlich von Melbourne und 60 Kilometer südlich von Hamilton. Sie ist der Sitz des Verwaltungsgebiet (LGA) Shire of Glenelg.
Die Küstenstadt an der Portland Bay ist die älteste europäische Siedlung auf dem Gebiet des heutigen Victoria. Von Norden erreicht man Portland über den Henty Highway, von Westen über den Princes Highway.

## Geschichte

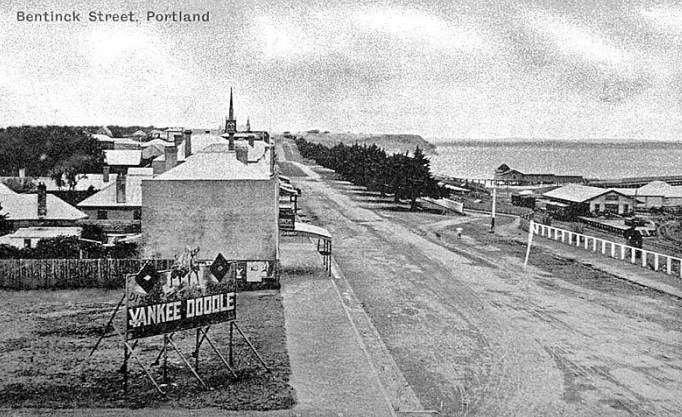
Bentinck Street

Bereits im Jahr 1800 wurde die Bucht von dem englischen Seefahrer James Grant zu Ehren des Duke of Portland benannt, als er mit der Lady Nelson entlang der Küste Victorias segelte. Die Bucht, der einzige natürliche Tiefseehafen zwischen Adelaide und Melbourne, bietet Schutz vor dem oft stürmischen Wetter in der Bass-Straße.
Im frühen 19. Jahrhundert suchten daher zahlreiche Walfänger und Robbenjäger Schutz und füllten hier ihre Trinkwasservorräte auf. Damit entstand der erste europäische Stützpunkt in Victoria. Im Jahr 1834 kam, auf der Suche nach gutem Weideland, der Schafzüchter Edward Henty in dieses Gebiet, der später die Walfangstation Convincing Ground aufkaufte. Bei seiner Ankunft ließ er sich nieder, dies war allerdings seinerzeit illegal, da Victoria zu dieser Zeit nicht zur Besiedlung freigegeben war. Erst vier Jahre später, 1838, wurde der Grund im heutigen Portland von Sydney offiziell freigegeben, von Charles Tyers vermessen und schließlich versteigert. Am 4. Dezember 1841 eröffnete das dritte Postamt im Port Phillip District, nach Melbourne und Geelong.
Die Gunditjmara sind die traditionellen Einwohner im Südwesten Australiens. Sie lebten als einziger bekannter Stamm der Aborigines in runden Steinhütten und betrieben eine sehr fortgeschritte Art von Fischfang. Noch heute sind Überreste von Dämmen und Reusen in der Nähe des Lake Condah zu finden. Mit der Ankunft der Europäer kam es zu Konflikten. Einer der schwerwiegendsten war das Convincing-Ground-Massaker, der sich an der Walfangstation Convincing Ground an der Portland Bay ereignete. Der Streit über einen gestrandeten Wal eskalierte zwischen den Ureinwohnern und den Walfängern, wobei zwischen 60 und 200 Aborigines, die genaue Zahl ist unbekannt, getötet wurden.

## Wirtschaft

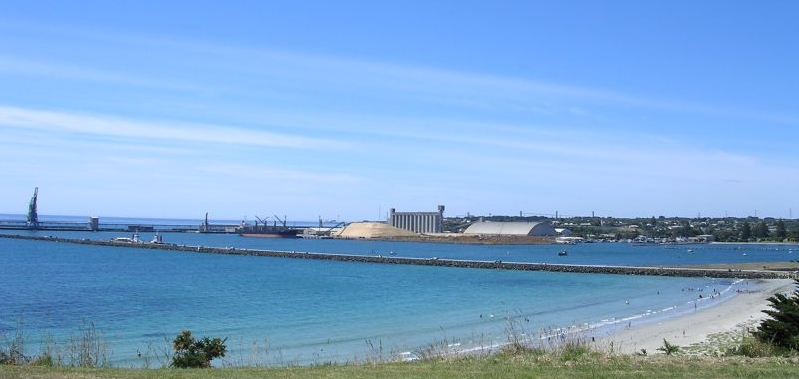
Hafen und Strand von Portland

Im 19. Jahrhundert entwickelte sich Portland zu einem wichtigen Fischereihafen und ermöglichte das Aufblühen der Wollindustrie im Western District.  Im Laufe der Zeit verlor der Hafen jedoch seine vorherrschende Stellung, zunächst an Geelong, später sogar an Warrnambool. Erst als Alcoa im Jahr 1987 die drittgrößte Aluminiumschmelze, mit einer Kapazität von 352.000 Tonnen pro Jahr, in Betrieb nahm, gewann der Hafen an Bedeutung zurück.
Mit dem Portland Wind Project wurde im Jahr 2007 damit begonnen, eine der größten Windkraftanlagen in der südlichen Hemisphäre zu installieren. An insgesamt vier Standorten, Cape Bridgewater, Cape Nelson, Cape Sir William Grand und Yambuk, werden dazu 98 Windräder mit einer Gesamtleistung von 195 MW aufgestellt. Damit kann etwa 7 % des Gesamtstrombedarfs von Victoria gedeckt werden.

## Klima
|                   | Jan  | Feb  | Mär  | Apr  | Mai  | Jun  | Jul  | Aug   | Sep  | Okt  | Nov  | Dez  |   |       |
|                   |      |      |      |      |      |      |      |       |      |      |      |      |   |       |
| Niederschlag (mm) | 32,0 | 19,7 | 40,6 | 52,0 | 76,8 | 98,3 | 99,7 | 102,6 | 87,2 | 59,9 | 45,2 | 40,8 | Σ | 754,8 |
|                   |      |      |      |      |      |      |      |       |      |      |      |      |   |       |
| Regentage (d)     | 8,5  | 6,3  | 10,1 | 13,0 | 17,6 | 20,1 | 20,4 | 20,8  | 17,3 | 15,2 | 10,8 | 9,3  | Σ | 169,4 |

|  |

|  |

|  |

|  |

|  |

|  |

|  |

|  |

|  |

|  |

|  |

|  |

|  |

|  |

|  |

|  |

|  |

|  |

|  |

|  |

|  |

|  |

|  |

|  |

## Persönlichkeiten
- Vida Goldstein (1869–1949), Sozialreformerin, Pazifistin und Frauenrechtlerin
- Dennis Tipping (1939–2025), Leichtathlet